# Anarchias seychellensis
Anarchias seychellensis es una especie de pez de la familia de los morénidas en el orden de los Anguilliformes.

## Morfología
Los machos pueden llegar a alcanzar los 29 cm de longitud total.

## Distribución geográfica
Se encuentra desde el África Oriental hasta la Isla de Pascua, las Islas Marianas e Islas Marshall.